# Aspergillus sydowii
Aspergíllus sydówii (лат.) — вид несовершенных грибов (телеоморфная стадия неизвестна), относящийся к роду Аспергилл (Aspergillus).

## Описание
Колонии на агаре Чапека с дрожжевым экстрактом (CYA) 2,5—3,5 см в диаметре на 10-е сутки, бархатистые, с обильным спороношением в насыщенных голубовато-серо-зелёных тонах. Обычно выделяется более или менее обильный бесцветный до красно-коричневого экссудат. Реверс буро-оливковый, ближе к краю колонии до оранжево-коричневого, в среду выделяется обильный красно-коричневый пигмент. При 37 °C колонии на 10-е сутки 1—1,5 см в диаметре. На агаре с солодовым экстрактом (MEA) колонии 3,5—5 см в диаметре на 10-е сутки, бархатистые, обильно спороносящие в серовато-сине-зелёных тонах, обычно с неокрашенным реверсом, не выделяют растворимого пигмента.
Конидиеносные головки двухъярусные, с неокрашенной ножкой 100—500 мкм длиной, с почти шаровидноым апикальным вздутием до 5—10 мкм. Метулы покрывающие почти всё вздутие, 6—7 мкм длиной. Фиалиды 7—10 мкм длиной. Встречаются также одноярусные головки с фиалидами, напоминающие кисточки. Конидии шаровидные или почти шаровидные, шиповатые, мелкие, 2,5—3 мкм в диаметре.

## Экология
Космополит, встречающийся на различных органических субстратах, часто выделяется из почвы и со всевозможных пищевых продуктов.

## Таксономия
Aspergillus sydowii (Bainier & Sartory) Thom & Church, The Aspergilli 147 (1926). — Sterigmatocystis sydowii Bainier & Sartory, Ann. Mycol. 11: 25 (1913).

### Синонимы
- Aspergillus sydowii var. achlamydosporus Nakaz. et al., 1934
- Sterigmatocystis sydowii Bainier & Sartory, 1913